# Universität Harderwijk
Die Universität Harderwijk (niederländisch Universiteit van Harderwijk, auch Geldersche Akademie bzw. Academie des Vorstendoms Gelre en Graafschap Zutphen) war eine niederländische Universität in Harderwijk in der Provinz Gelderland, die von 1648 bis 1811 bestand. 
Die Entstehung der Universität Harderwijk geht zurück auf die 1600 erfolgte Gründung eines Gymnasium illustre. Der damalige Gouverneur von Gelderland Friedrich Heinrich entschloss sich im Juni 1647, dieses Gymnasium zur Hochschule auszubauen und erreichte am 14. April 1648 die Einweihung der Akademie. Am 22. Oktober 1811 wurde die Gelderische Universität per kaiserlichem Dekret von Napoleon Bonaparte geschlossen. Nach der Befreiung von den französischen Truppen entstand am 2. August 1815 ein „Reichs-Athenaeum“ (so die Bezeichnung für ein Akademisches Gymnasium im Königreich der Vereinigten Niederlande), welches jedoch nicht lebensfähig war und am 13. Juni 1818 wieder geschlossen wurde.

## Bekannte Professoren und Studenten

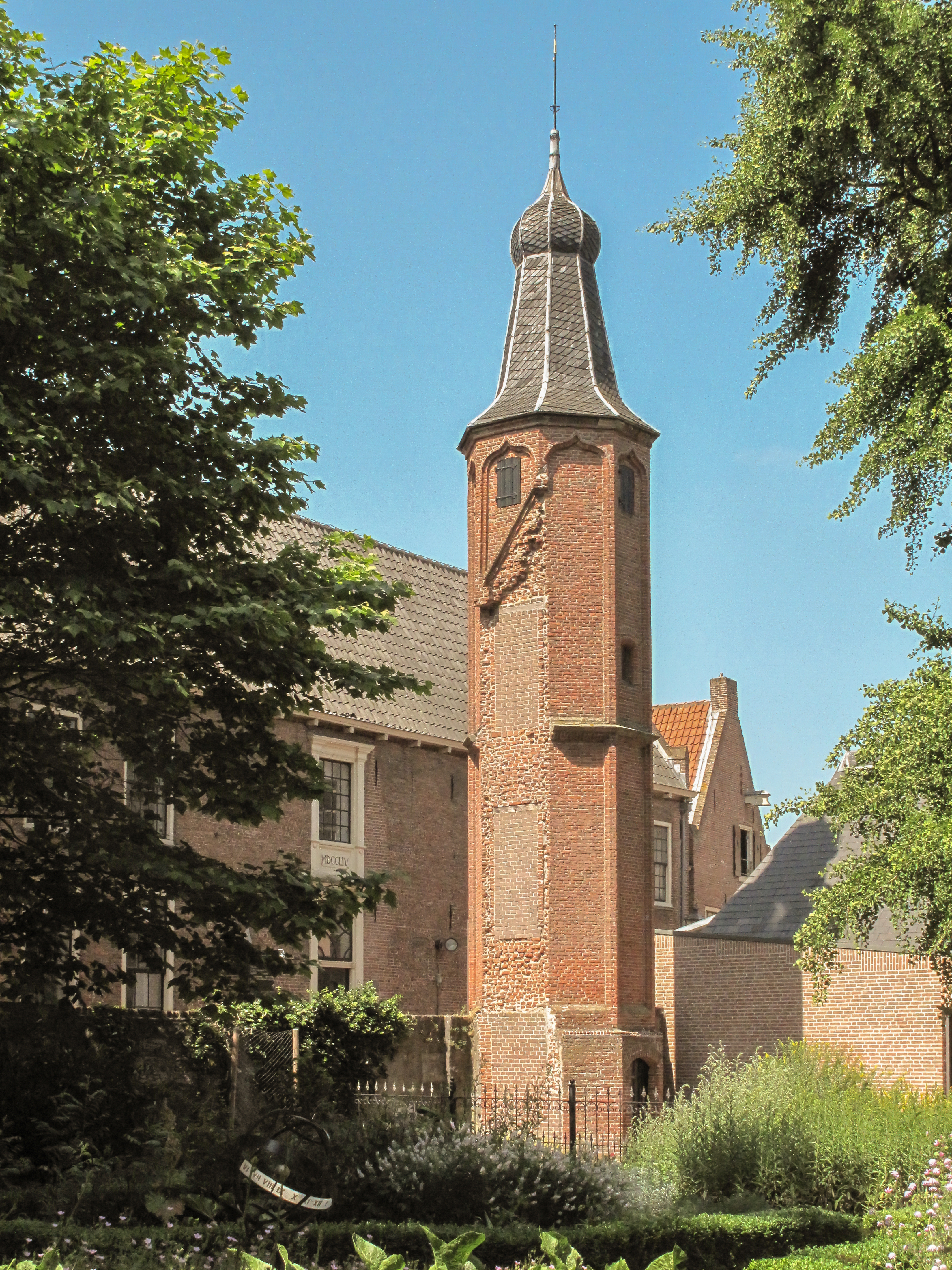
Harderwijk, der Linnaeus-Turm (Linnaeustorentje)

- Johann Friedrich Schweitzer (1630–1709), Mediziner, Alchemist und Großvater von Claude Adrien Helvétius
- Heinrich Hulsius (1654–1723), deutscher reformierter Theologe und Hochschullehrer, wurde dort promoviert
- Jacob Roggeveen (1659–1729), Seefahrer und Forschungsreisender
- Johann Ortwin Westenberg (1667–1737), Jurist, mehrfacher Rektor der Universität Harderwijk und der Universität Leiden
- Herman Boerhaave (1668–1738), Mediziner und Botaniker
- Johann Wilhelm Marckart (1699–1757), Rechtswissenschaftler
- Jan Frederik Gronovius (1686–1762), Botaniker
- Carl von Linné (1707–1778), Mediziner und Biologe
- Herman Tollius (1742–1822), Jurist
- Cornelis Rudolphus Theodorus Krayenhoff (1758–1840), Arzt, General, Kartograf und Minister
- Herman Willem Daendels (1762–1818), General
- Anthony Christiaan Winand Staring (1767–1840), Dichter

Siehe auch: Hochschullehrer Harderwijk